# Glendale (Nouvelle-Zélande)
Glendale est une banlieue de la ville de Wainuiomata, qui elle-même est une partie de la cité de Lower Hutt, située dans le sud de l’Île du Nord de la Nouvelle-Zélande.

## Situation
Elle est entourée au nord par la localité de Arakura, au sud par Homedale, au sud-ouest par Fernlea et à l’ouest par Parkway.